# Birkenwald
 Birkenwald (en alsacià Bírikwàld) és un antic municipi i actual municipi delegat francès, situat a la regió del Gran Est, al departament del Baix Rin. L'any 1999 tenia 253 habitants.
A finals del 2015 es va unir als municipis d'Allenwiller, Salenthal i Singrist i crear Sommerau.

## Demografia
| 1962 | 1968 | 1975 | 1982 | 1990 | 1999 |
| ---- | ---- | ---- | ---- | ---- | ---- |
| 225  | 232  | 217  | 208  | 228  | 253  |

## Administració
| Període | Identitat       | Partit |
| ------- | --------------- | ------ |
| 2001-   | Dominique Klein |        |

## Galeria d'imatges

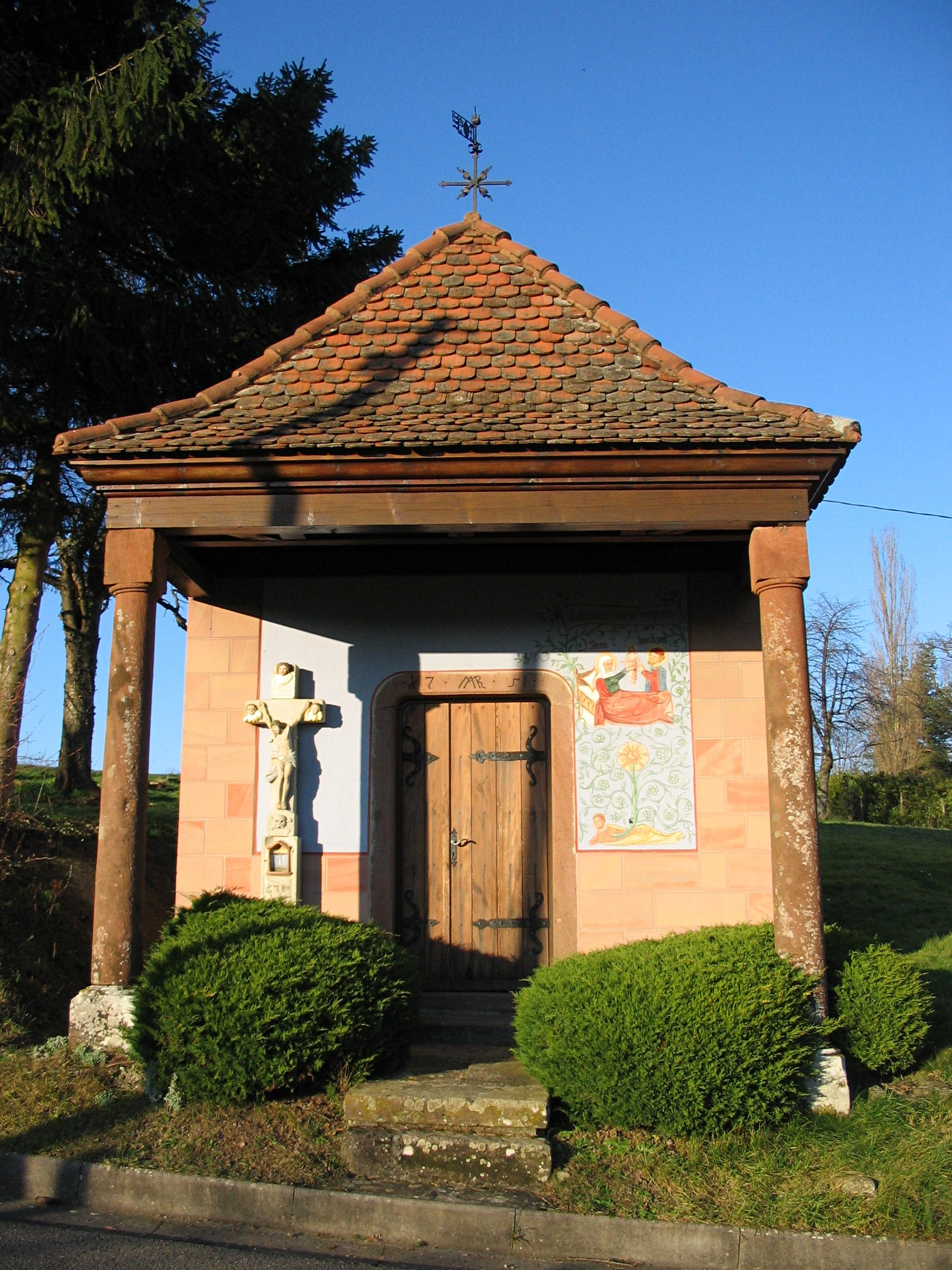
capella Notre-Dame
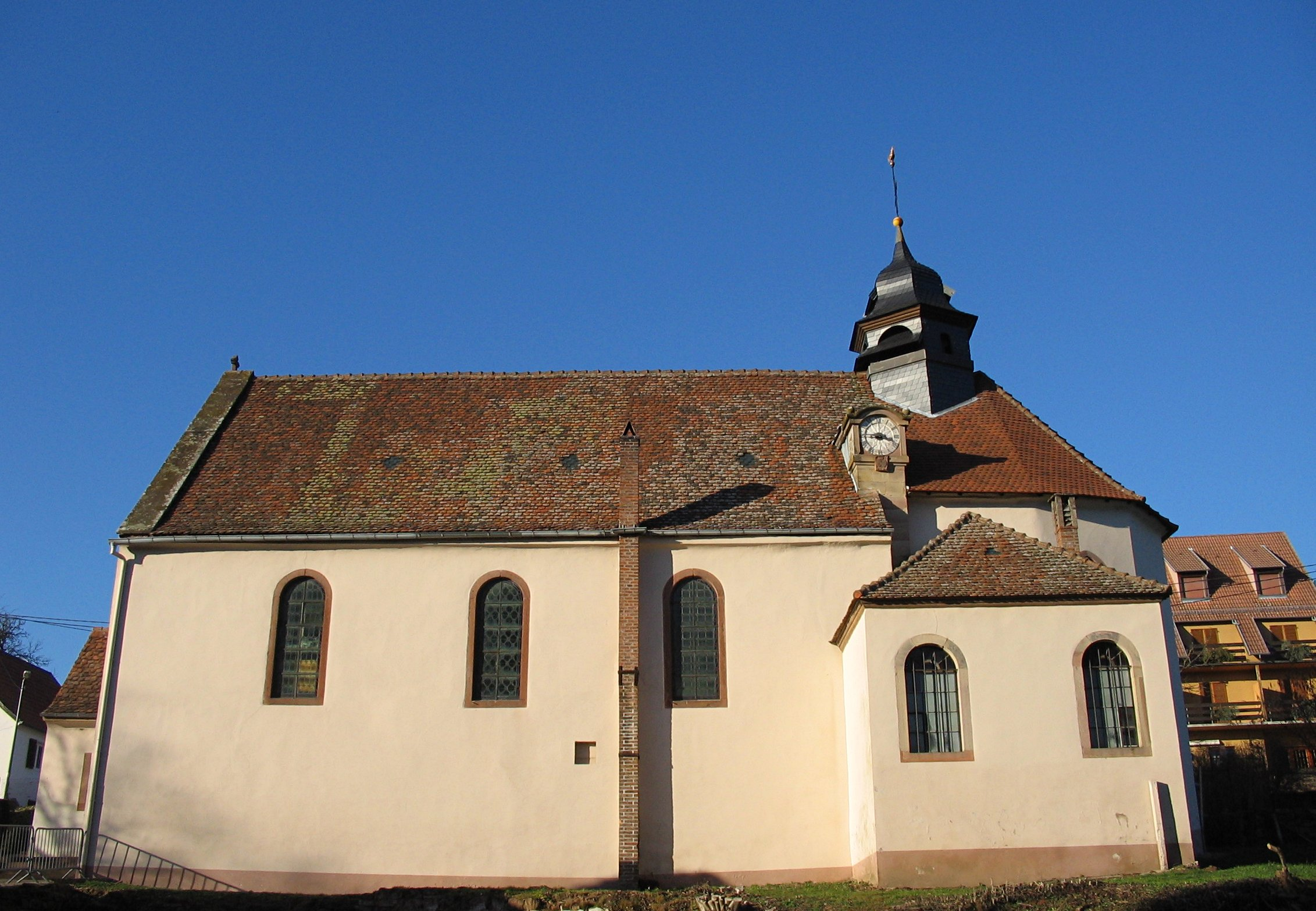
església Saint-Louis
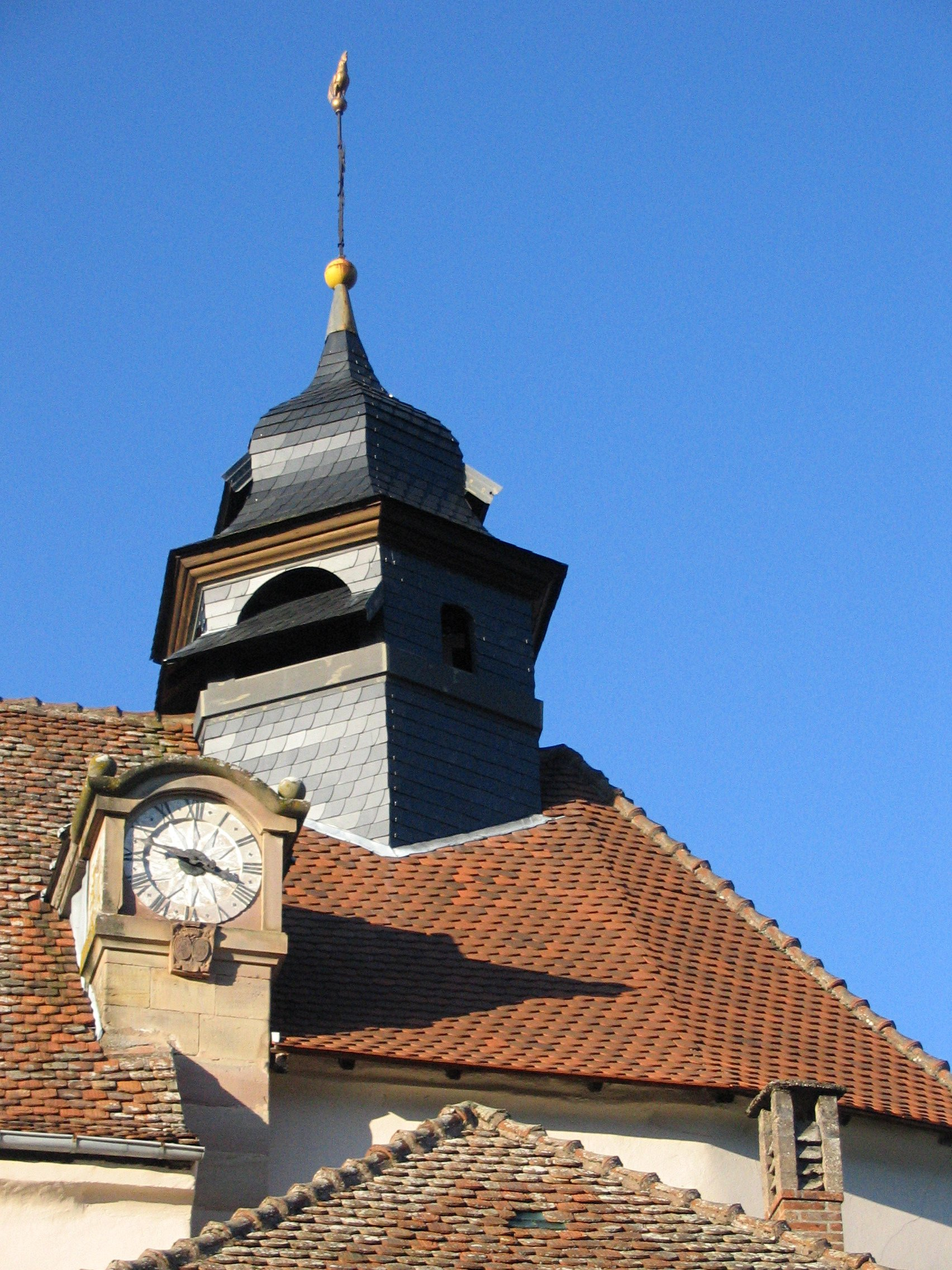
detall del campanar
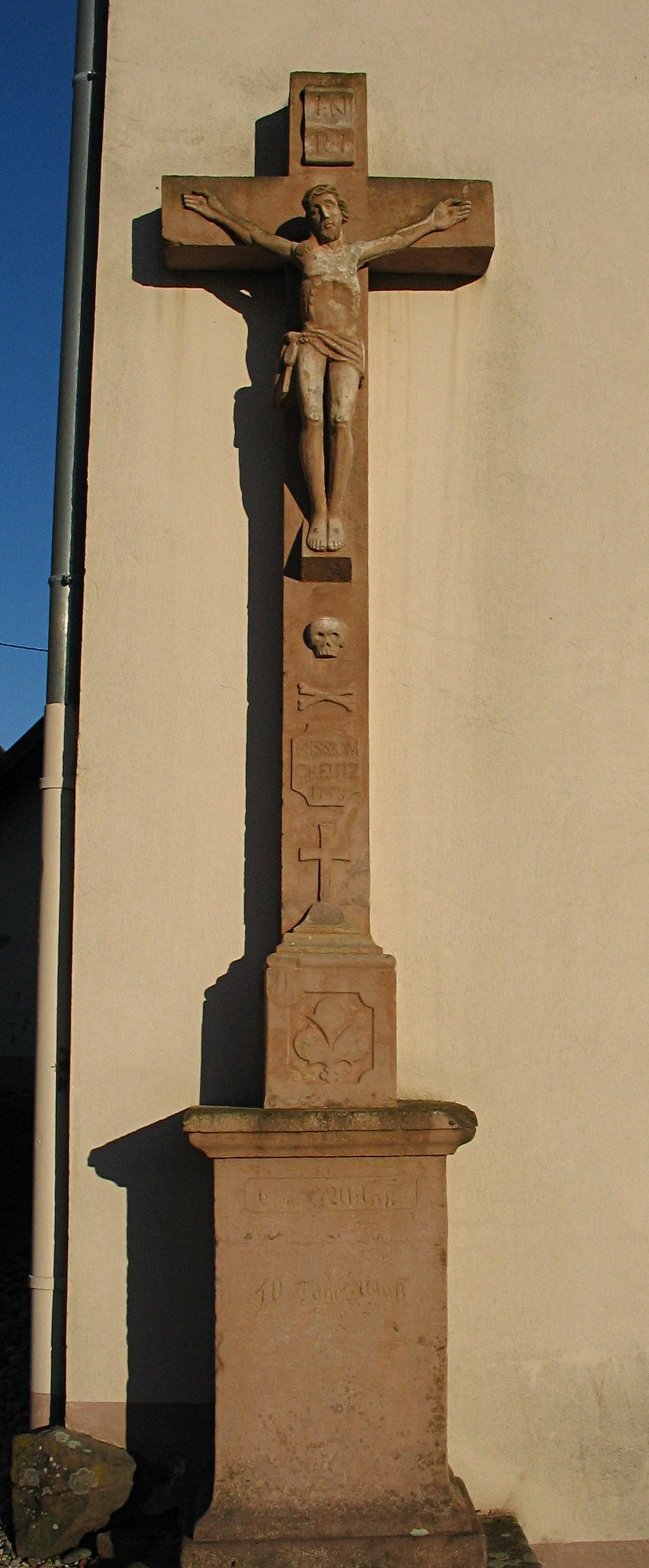
creu de missió
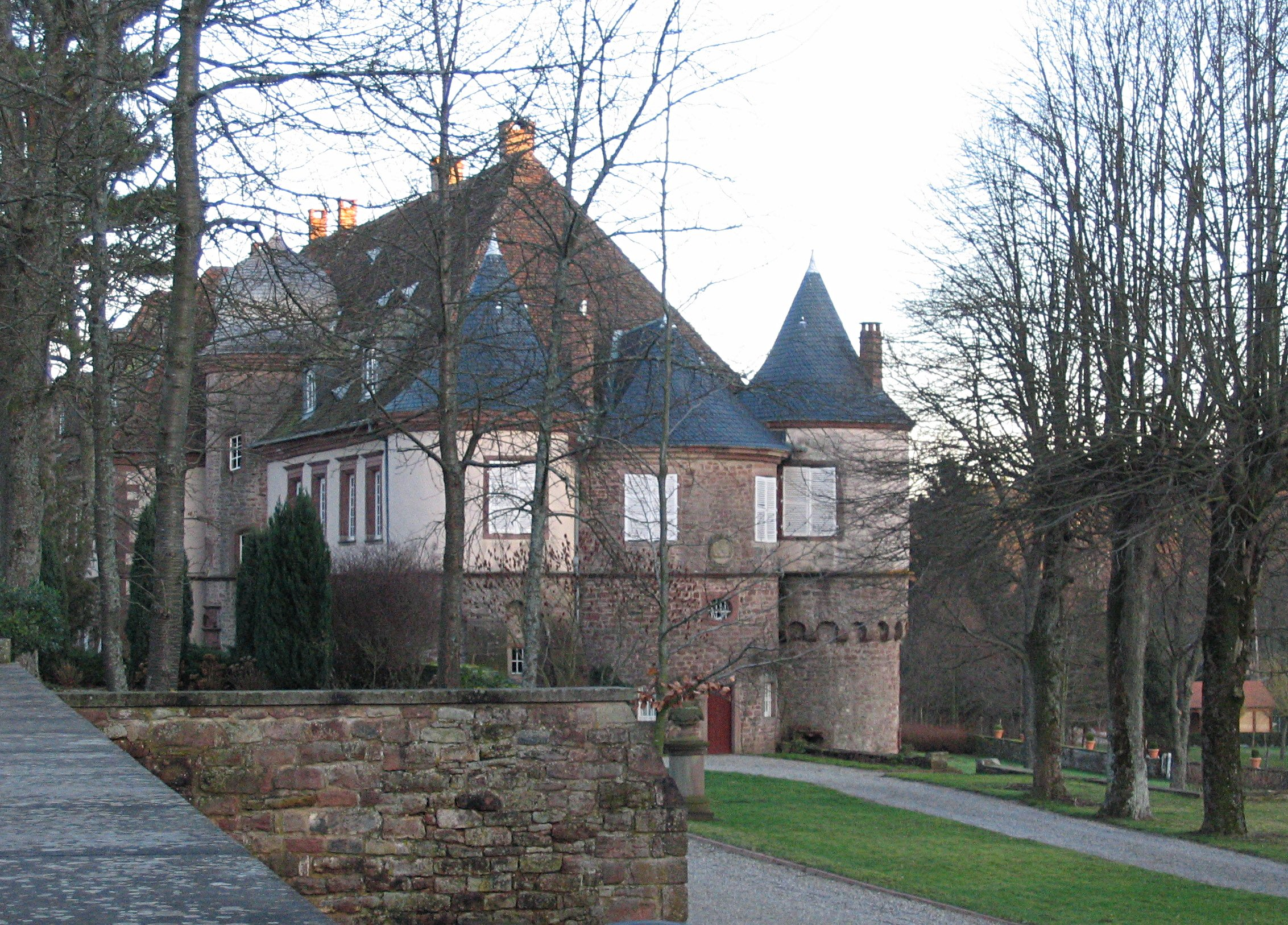
le castell
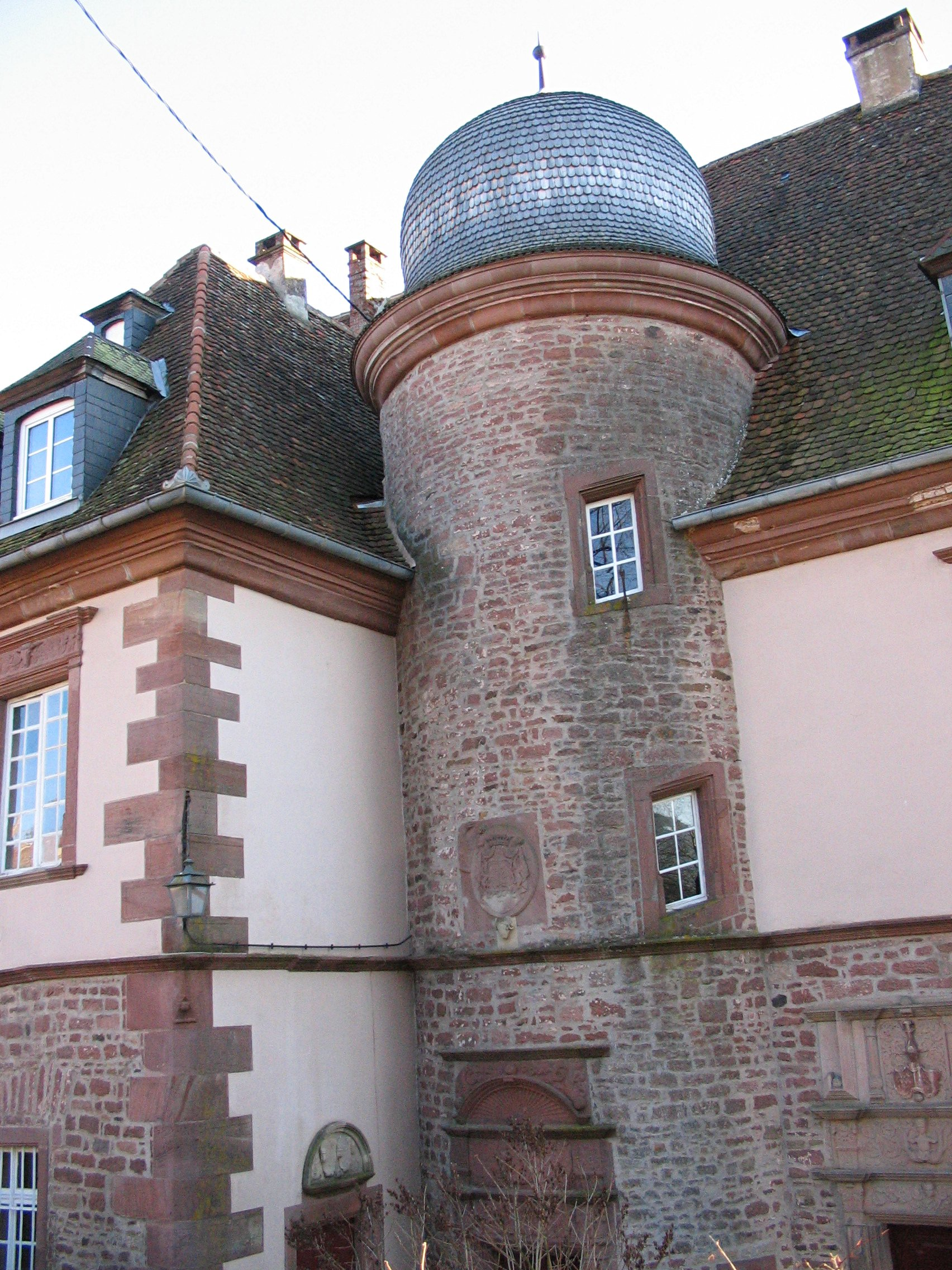
detall del castell
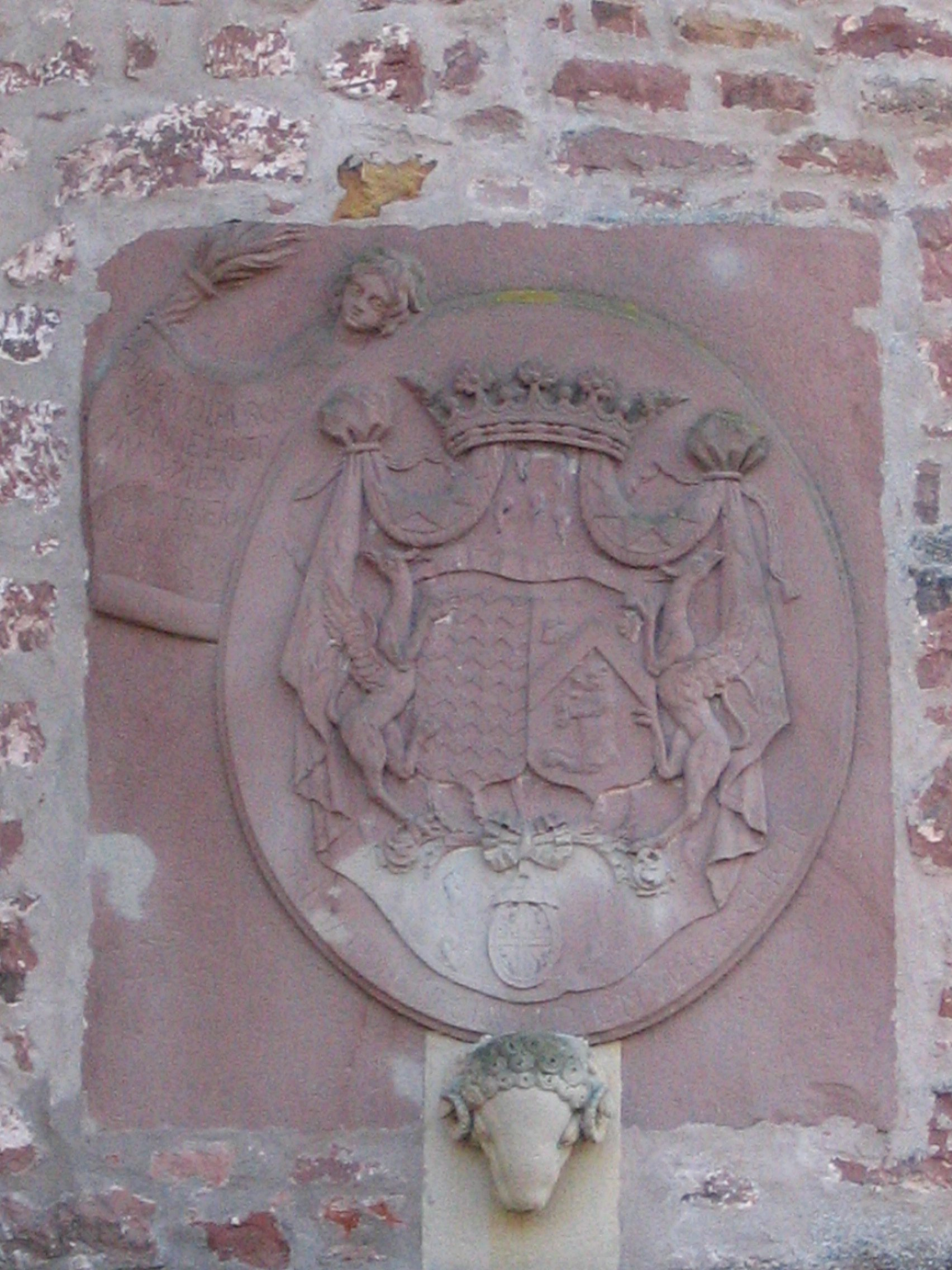
baix relleu
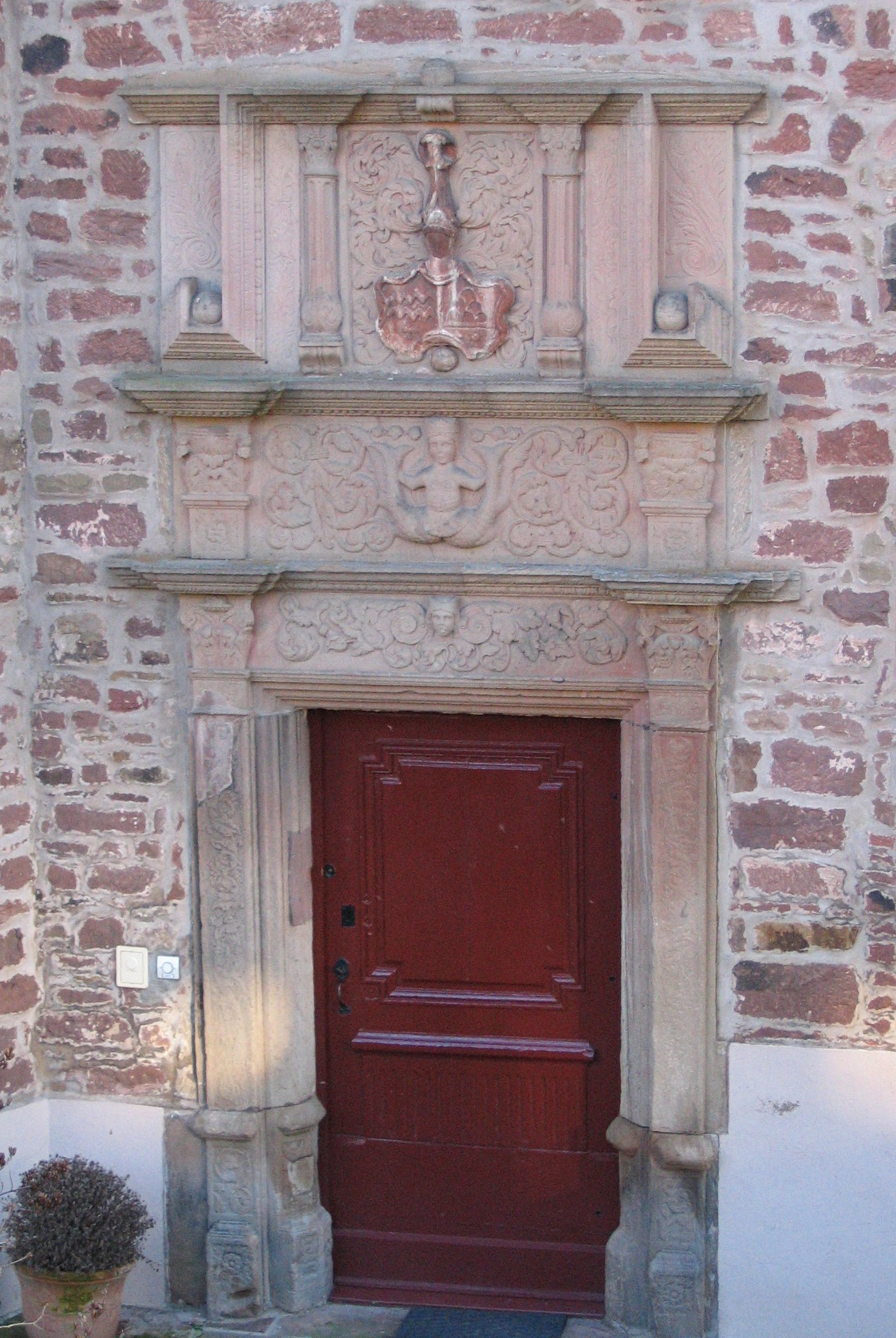
baix relleu
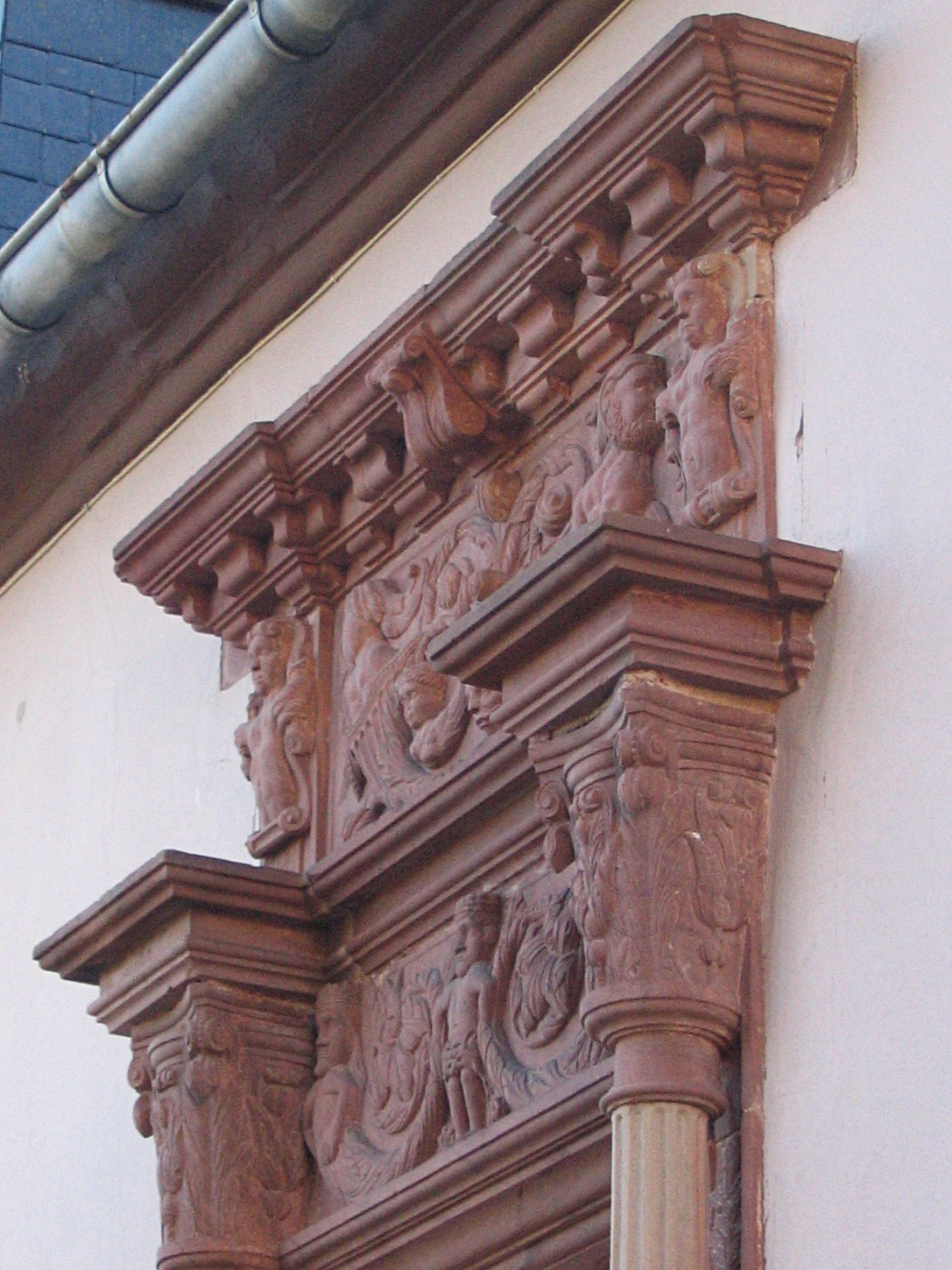
ornamentacions
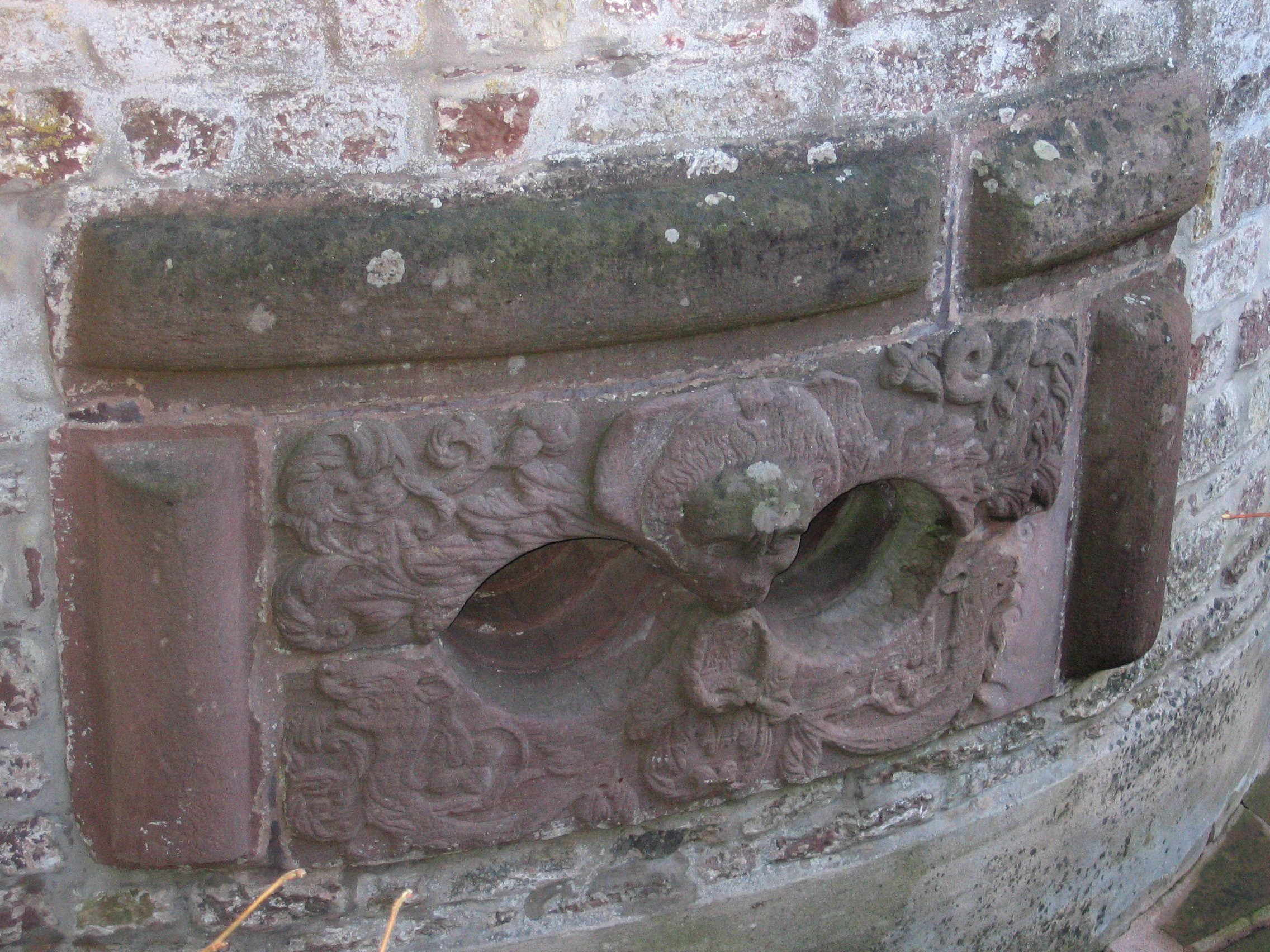
ornamentacions